# Marblehead (Massachusetts)
 For alternative betydninger, se Marblehead. (Se også artikler, som begynder med Marblehead)
Marblehead er en lille havneby på kysten af den amerikanske delstat Massachusetts, grundlagt 1629.
I dag er Marblehead stort set en soveby af Boston der ligger lidt længere sydpå. Marblehead har c. 20.000 indbygger og mange yachtklubber.

## Eksterne henvisning
- Officiel site

42°30′00″N 70°51′30″V / 42.5°N 70.8583°V